# 齿托紫地榆
齿托紫地榆（学名：Geranium limprichtii）为牻牛儿苗科老鹳草属下的一个种。